# +44
+44 (někdy také (44) nebo Plus 44) byla alternativní rocková hudební skupina ze San Diega.

## Vznik
Název vznikl podle volacího kódu Velké Británie, kde o kapele poprvé začali zakladatelé mluvit. Byla založena v roce 2005. Zakladateli jsou Mark Hoppus (zpěv, baskytara) a Travis Barker (bicí, klávesy), kteří začínali ve slavné punk-rockové skupině Blink 182, kterou s nimi společně založil Tom DeLonge. Kapela se ale nakonec rozpadla kvůli Tomu Delongovi.
Poté byli přijati Craig Fairbaugh (kytara) a Shane Gallagher (kytara) a kapela + 44 mohla začít.

## Zánik
Mark Hoppus a Travis Barker se usmířili s Tomem Delongem a skupina Blink-182 se dala znovu dohromady, což mělo za následek rozpad skupiny +44.

## Členové
- Mark Hoppus – basová kytara, zpěv (2005–2009)
- Travis Barker – bicí (2005–2009)
- Craig Fairbaugh – kytara, vokály (2006–2009)
- Shane Gallagher – kytara (2006–2009)
- Carol Heller – el. kytara, zpěv (2005–2006)

## Diskografie
- When Your Heart Stops Beating – album vydáno 14. listopadu 2006